# Poblat ibèric de la Moleta del Remei
La Moleta del Remei és un poblat ibèric al municipi d'Alcanar, al Montsià, declarat bé cultural d'interès nacional.
Es tracta d'un assentament de la tribu ibera dels ilercavons establert a la muntanya de la Moleta del Remei, molt a prop de l'ermita de la Mare de Déu del Remei. Data d'entre els segles VII aC i segles II aC. Forma part de la Ruta dels Ibers. Va ser declarat Monument Històric-Artístic d'interès nacional amb el Reial Decret 282/1979 de l'11 de gener de 1979 i publicat al BOE el 19 de febrer del mateix any.

## Situació
El poblat ibèric de la Moleta del Remei, com se'l coneix popularment, es troba al cim del petit turó de la Moleta del Remei del qual adopta el nom, a una alçada total de 208 metres sobre el nivell del mar. Aquest petit cim forma part del vessant sud de la Serra del Montsià i la seua situació és privilegiada, ja que té una visió perfecta cap a la mar Mediterrània. A més és un enclavament molt pròxim a la desembocadura del Riu Ebre.
L'accés al jaciment és des de l'ermita de la Mare de Déu del Remei, situat a la falda oest del mateix turó. Des d'allà un petit sender ens guiarà fins al poblat.

## Descoberta i intervencions
El 1922, Josep Matamoros, al seu llibre Historia de mi pueblo, ja feia referència a aquest jaciment. Parlava també d'una sèrie de peces ceràmiques i d'orfebreria que col·leccionava, provinents d'aquella zona. Tot i això, no resulta fàcil datar el moment exacte del descobriment del jaciment.

### Excavació
El 1961 el servei d'excavacions de la diputació de Barcelona va iniciar diverses campanyes, en concret fins al 1965, sota la direcció dels directors Ripoll i Pericot. Aquests treballs només van servir per a mostrar material divers, majoritàriament ceràmica grega i etrusca, però no per a conèixer el funcionament social i estructural del poblat.
Entre els anys 1985 i 1995 el Departament de Prehistòria, Història antiga i Arqueologia de la Universitat de Barcelona va desenvolupar un projecte d'investigació sobre el poblat de la Moleta del Remei. Amb aquest projecte es va poder fer una sistematització cronològica, cultural, territorial i tipològica de la cultura ibèrica al sud de la desembocadura del riu Ebre. Finalitzada aquesta primera intervenció es va definir, conjuntament amb l'Ajuntament d'Alcanar i el Museu del Montsià, un programa global d'actuació, museïtzació i preservació, i també l'obertura al públic del jaciment. Així, la primera fase d'actuació, entre el 1996 i el 1997, va concloure amb l'estudi arqueològic dels àmbits sud-est i nord del poblat i va acabar amb les intervencions que mancaven en els àmbits sud i est. Amb la finalització d'aquestes campanyes d'excavació es van emprendre les fases de consolidació, adequació i senyalització.

### Consolidació
El projecte de consolidació pretenia establir els criteris a partir dels quals es refaria l'estructura arquitectònica de l'assentament. Va ser realitzat amb la col·laboració conjunta del Museu del Montsià, la Universitat de Barcelona i el Departament d'Arquitectura i Habitatge de la Generalitat de Catalunya. Tenint en compte la partida pressupostària, les característiques del jaciment i la capacitat de protecció es va decidir no fer cap reconstrucció ni total ni parcial. En un principi aquesta reconstrucció s'havia de fer a la Casa O'Connor, on es troba el Centre d'Interpretació ibèric d'Alcanar, finalment, però, el juny del 2010 es va acabar la construcció de la reproducció d'un habitatge iber al peu del jaciment. La construcció la van fer els alumnes del taller ocupacional d'arqueologia, impulsat per l'Ajuntament d'Alcanar i la Diputació de Tarragona, a partir d'una planta del Poblat ibèric de Sant Jaume-Mas d'en Serrà i, utilitzant, tècniques i materials de l'època.
La consolidació del recinte es va dur a terme fent una elevació parcial de les estructures, per permetre, així, una millor comprensió dels diversos àmbits socioeconòmics. L'actuació no havia de ser agressiva amb l'entorn original, així, després d'assegurar la part original es va augmentar l'alçada de molts murs amb material contemporani. Per tal de poder diferenciar la part original de la moderna es va decidir afegir-hi un petit cordó que senyalitzés aquest punt. Actualment l'aspecte visual dels murs és de pedra, a diferència del de l'època, que era d'un acabament argilós, aquest material no s'ha afegit, ja que no se'n podia garantir la protecció envers els factors meteorològics. Un fet semblant ocorre amb els terres, en què s'ha mantingut la roca mare com a base en lloc del terra argilós original de l'època. Fet que pot provocar una difícil comprensió per al visitant, ja que el terra no queda equilibrat, per això s'han disposat una sèrie de plànols informatius al llarg del recorregut que ajuden el visitant a comprendre l'estructura i l'organització del poblat durant la seua visita.
En l'àmbit d'entrada s'ha reproduït una torre, amb material industrial però amb lluïment imitant el de l'època, també per evitar la degradació a causa de factors meteorològics. Aquesta torre té una alçada més notable que les altres construccions, cosa que facilita la comprensió de l'estructura.

### Senyalització
Una vegada feta la intervenció d'adequació sobre el poblat només restava obrir-lo al públic. Així, el Poblat ibèric de la Moleta del Remei ha passat a ser un dels reclams turístico-culturals més importants del poble d'Alcanar.
Al peu del puig de La Moleta hi trobem un tancat metàl·lic que delimita l'accés al recinte i on actualment es troba l'edifici protohistòric reconstruït. L'ascens al jaciment es fa mitjançant una sendera que dona accés a l'esplanada superior. Un indret que esdevé un esplèndid mirador de Peníscola, la Plana de Vinaròs, del Massís dels Ports (en la seua vessant al País Valencià), les Cases d'Alcanar i fins i tot de la Punta de la Banya al Delta de l'Ebre. També permet un contacte visual amb els jaciments ibèrics del Puig de la Nau a Benicarló i el Puig de la Misericòrdia a Vinaròs.
Des del punt d'informació situat en l'esplanada del cim una passarel·la feta amb blocs de ciment fa de guia fins al punt d'accés al poblat, situat a l'extrem sud. Un cop dintre del poblat, la passarel·la esdevé de fusta i recorre tots els àmbits fins ara excavats, cadascun dels quals disposa del seu panell explicatiu. A la part central, la qual encara resta per excavar, unes plataformes que contenen uns panells explicatius molt més generals de la vida i els costums del poblat.

## Estructura i fases d'ocupació
La Moleta és un poblat de planta ovalada i fortificat en tot el seu perímetre, el que s'anomena una aldea fortificada. Gairebé tots els àmbits de l'assentament utilitzaven la muralla exterior com a paret de fons.
Des de bon principi es plantejà com assentament de dimensions considerables, 2800m². Encerclat completament per la muralla i amb disponibilitat d'un espai central.
L'ocupació del poblat va des del 625 aC fins al segle ii aC. Amb quatre períodes diferenciats: 1. 625-575 aC 2. Abandonament? 3. 425-300 aC i 300-230 aC (estancament) 4. 230 a 110 aC (2a fase constructiva). És considerat un gran poblat de la Primera edat del Ferro, però això no impedeix que posteriorment fou un assentament iber de llarga durada i importància. Moltes de les restes de les últimes fases d'ocupació (ibèriques majoritàriament) van ser destruïdes a causa de l'ús d'aquells terrenys com a conreu d'olivers i l'ús de l'arada.
El final de la primera fase d'ocupació fou causat per un incendi gairebé en la totalitat del poblat. A més l'ocupació posterior no va ser immediata, va aprofitar gran part de les estructures velles i va dividir molts àmbits en diverses àrees. Aquesta segona ocupació ja es pot considerar plenament ibèrica, a diferència de la primera, que era del primer ferro.

### Edificis cultuals
Al poblat ibèric del Remei s'han trobat fins a tres edificis que tenien com a funció retre culte.
- Àmbit 7 (segle VII aC - segle vi aC). En aquest habitatge hi ha aparegut una llar de foc circular (1,60 metres). Molt a prop una estructura rectangular amb restes de foc i que podria ser, o bé un forn, o un altar. També una inhumació infantil masculina apareguda en una concavitat excavada sota el paviment. A més d'una petita cista on s'havien dipositat: recipients ceràmics, peces fenícies i diverses restes d'animals. Aquest àmbit té la peculiaritat de compartir habitatge.
- Àmbit 17 (segle iii aC - segle ii aC). En aquest recinte s'hi ha trobat una fossa amb, fins a 5 inhumacions infantils.
- Àmbit 52 (segle iii aC - segle ii aC). Igual que en l'àmbit 7, en aquest, també s'hi ha trobat una llar de foc central. En aquest cas és més petita, ja que fa 1 metre de diàmetre. Molt a la vora d'aquesta llar s'hi ha trobat una petita construcció de pedres que molt probablement és un altar.

El fet de trobar tres àmbits cultuals diferents podria ser una diversificació de la societat amb barris, o més probablement, i tenint en compte la cronologia, l'àmbit 7 seria de culte privat, podria ser el cabdill, i els altres àmbits posteriors ja s'esdevindrien normals per l'evolució ideològica del món iber.

### Magatzems
Per a l'emmagatzematge del gra de cereal s'utilitzava un sistema de graners aixecats del terra. L'estructura d'elevació era construïda amb murs paral·lels però no junts, fet que deixava un espai entre ells. La finalitat d'aquestes construccions era airejar l'edifici amb facilitat i protegir el gra de la humitat del terra.
Al Poblat de la Moleta del Remei s'hi han excavat fins a tres estructures d'aquestes característiques (datades entre el segle v aC i el segle iv aC). Aquests graners estan repartits al voltant de la plaça central.

## Troballes
- El Simpulum de manufactura local més vell de la península Ibèrica. Data, segons la ceràmica grega que s'hi ha trobat conjuntament, de finals del segle v aC o principis del segle iv aC.[11]
- Materials fenicis: fragments d'àmfora i de recipients trípodes. Finals del segle vii aC - principis del segle vi aC.[12]
- Inhumacions infantils: Fins a cinc en l'àmbit 17 (edifici cultual), una en l'àmbit 18 i una altra en l'accés a la plaça.[10]
- Restes agràries: Vinya (Segona edat del ferro).[8]